# Dactyloscopus tridigitatus
Dactyloscopus tridigitatus är en fiskart som beskrevs av Gill, 1859. Dactyloscopus tridigitatus ingår i släktet Dactyloscopus och familjen Dactyloscopidae. Inga underarter finns listade i Catalogue of Life.